# Stellagama stellio
Genre
Espèce
Synonymes
- Lacerta stellio Linnaeus, 1758
- Agama stellio (Linnaeus, 1758)
- Laudakia stellio (Linnaeus, 1758)
- Iguana cordylina Laurenti, 1768
- Stellio vulgaris Sonnini & Latreille, 1802
- Laudakia stellio vulgaris (Sonnini & Latreille, 1802)
- Agama cordylea Merrem, 1820
- Agama sebae Merrem, 1820
- Stellio antiquorum Eichwald, 1831
- Uromastix horrida Wagler, 1833
- Agama stellio picea Parker, 1935
- Laudakia stellio picea (Parker, 1935)
- Agama stellio brachydactyla Haas, 1951
- Laudakia stellio brachydactyla (Haas, 1951)
- Agama stellio cypriaca Daan, 1967
- Laudakia stellio cypriaca (Daan, 1967)
- Agama stellio daani Beutler & Frör 1980
- Laudakia stellio daani (Beutler & Frör 1980)
- Agama stellio mykonensis Xyda, 1983
- Laudakia stellio salehi Werner, 2006

Statut de conservation UICN

 LC  : Préoccupation mineure
Stellagama stellio, unique représentant du genre Stellagama, est une espèce de sauriens de la famille des Agamidae aussi appelé Stellion.

## Répartition
Cette espèce se rencontre en Égypte, en Palestine, en Jordanie, en Arabie saoudite, en Irak, au Liban, en Syrie, à Chypre, en Turquie, en Grèce et en Macédoine du Nord.

## Description

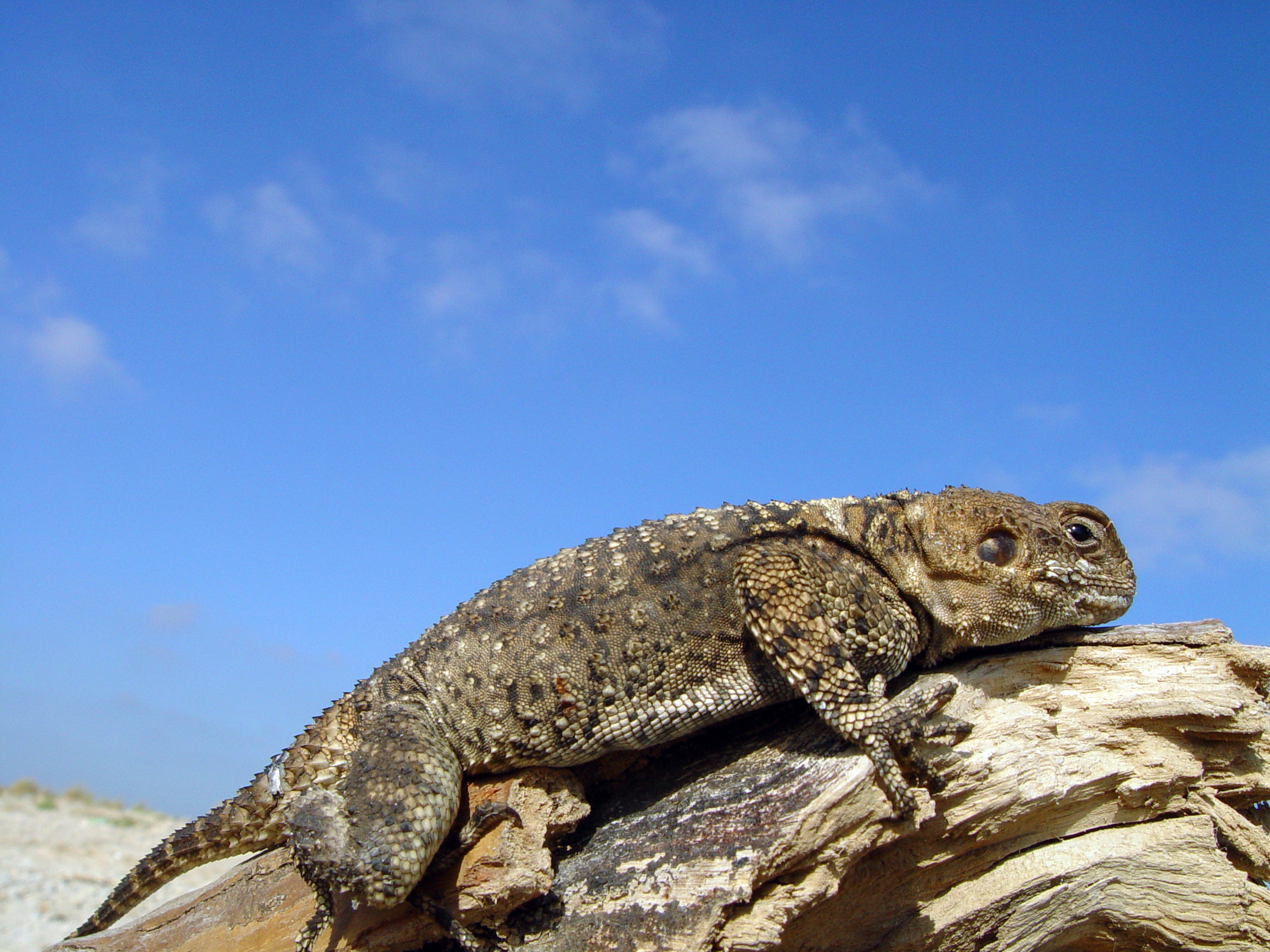
Stellagama stellio

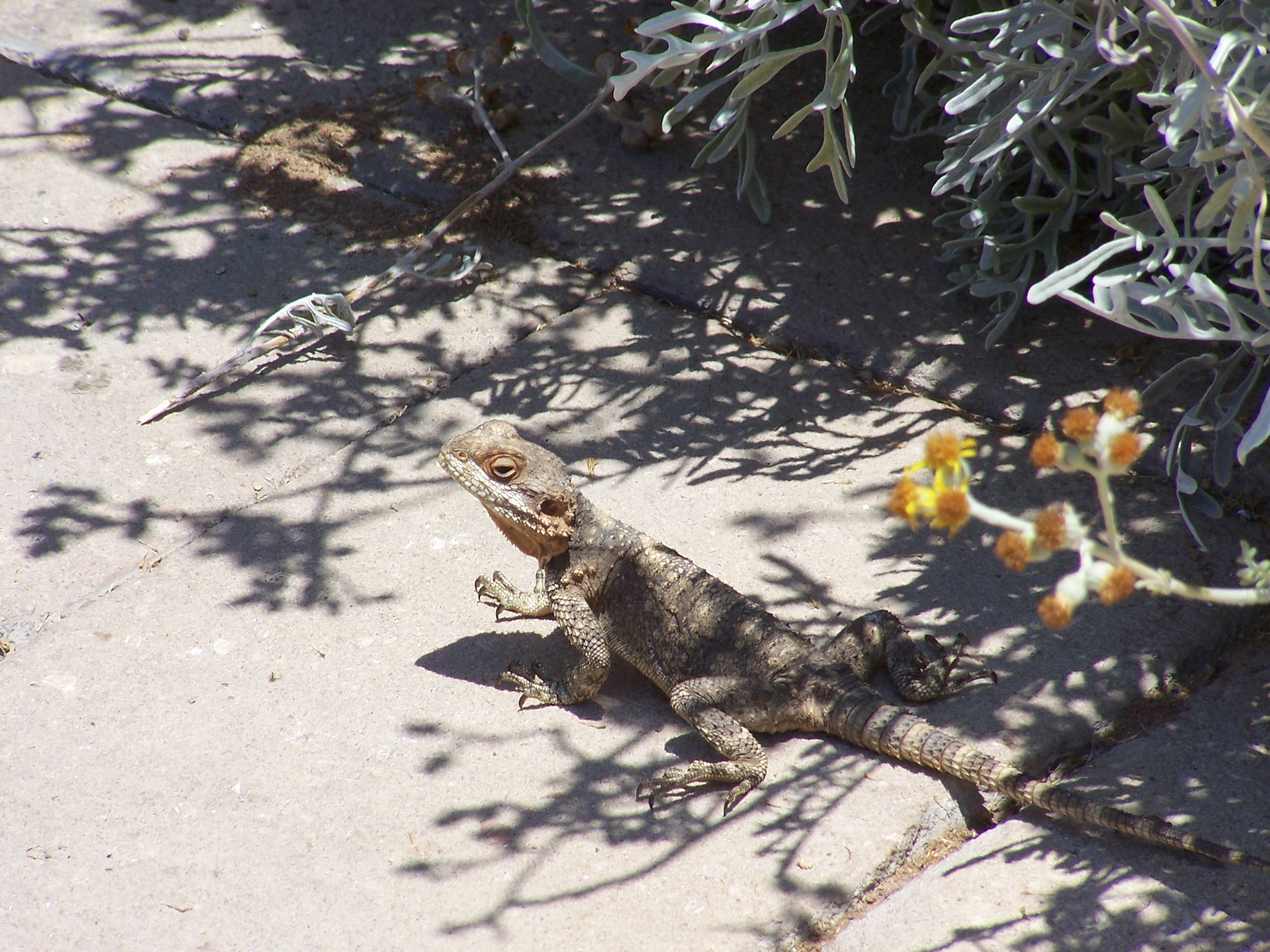
Stellagama stellio

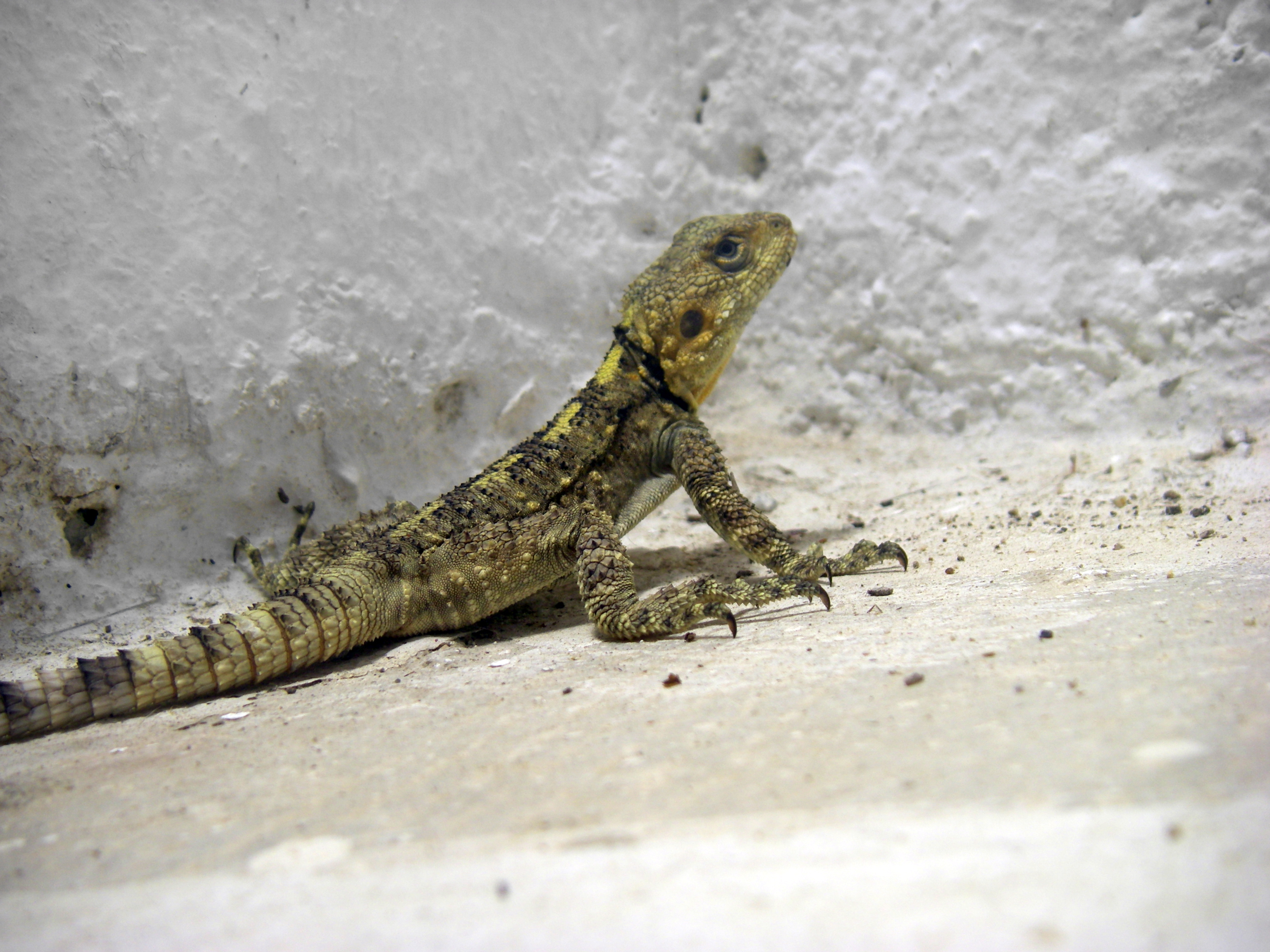
Stellagama stellio juvénile

La taille adulte de cet agame est de 30 cm. Son comportement est diurne, ils sont très actifs et peuvent se montrer violents (coups de queues, griffures, morsures dans certains cas).
Ce sont de très bons grimpeurs, ils peuvent aussi se montrer fouisseurs grâce à leurs puissantes pattes munies de griffes.
Comme chez tous les agamidés, sa queue, si elle est sectionnée, ne repousse pas.

## Alimentation
Ils sont des omnivores mangeant des insectes (grillons, teignes, etc.) ou des végétaux.

## Reproduction
La température d'incubation des œufs est de 30 °C et dure 50 à 55 jours. Les jeunes mangent des insectes de petite taille.

## Liste des sous-espèces
Selon The Reptile Database (13 avril 2013) :

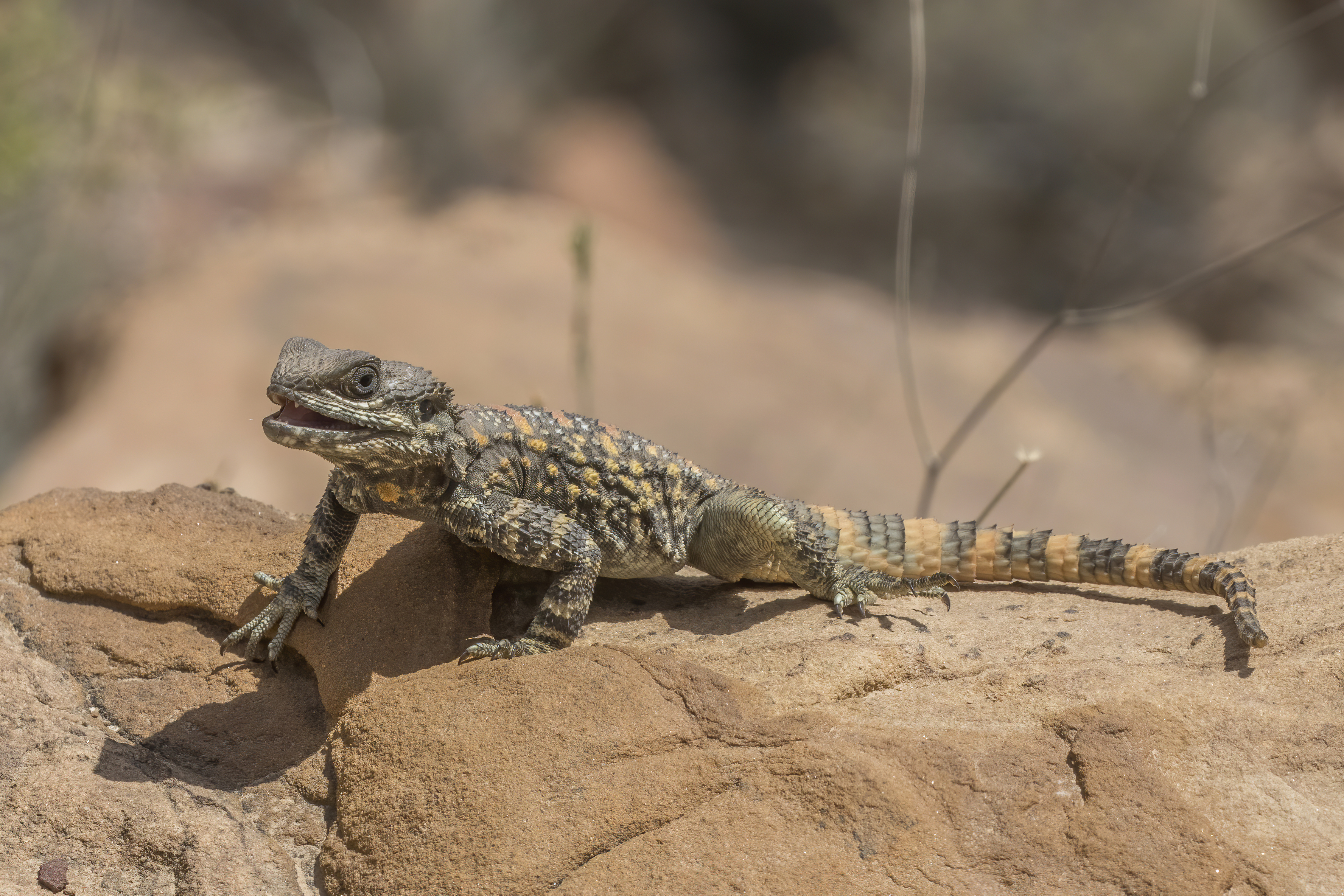
Stellagama stellio brachydactyla dans la Dana Biosphere Reserve en Jordanie. Mai 2018.

- Stellagama stellio brachydactyla (Haas, 1951)
- Stellagama stellio cypriaca (Daan, 1967)
- Stellagama stellio daani (Beutler & Frör, 1980)
- Stellagama stellio picea (Parker, 1935)
- Stellagama stellio salehi (Werner, 2006)
- Stellagama stellio stellio (Linnaeus, 1758)
- Stellagama stellio vulgaris (Sonnini & Latreille, 1802)

## Publications originales
- Baig, Wagner, Ananjeva & Böhme, 2012 : A morphology-based taxonomic revision of Laudakia Gray, 1845 (Squamata: Agamidae). Vertebrate Zoology, vol. 62, no 2, p. 213-260.
- Beutler & Frör, 1980 : Die Amphibien und Reptilien der Nordkykladen (Griechenland). Mitteilungen der Zoologischen Gesellschaft Braunau, vol. 3, p. 255-290.
- Daan, 1967 : Variation and taxonomy of the hardun Agama stellio (Linnaeus 1758) (Reptilia, Agamidae). Beaufortia, vol. 14, p. 109-134.
- Haas, 1951 : A new subspecies of Agama stellio (L.) from Southern Israel (Negev), Agama stellio brachydactyla, subsp. nov. Annals and Magazine of Natural History, sér. 12, vol. 4, p. 1052-1053.
- Linnaeus, 1758 : Systema naturae per regna tria naturae, secundum classes, ordines, genera, species, cum characteribus, differentiis, synonymis, locis, ed. 10 (texte intégral).
- Parker, 1935 : A new melanic lizard from Transjordania, and some speculations concerning melanism. Proceedings of the Zoological Society of London, vol. 1935, p. 137-142.
- Sonnini & Latreille, 1802 : Histoire Naturelle des Reptiles, avec figures dessinées d'après Nature. Vol. 3, Deterville, Paris (texte intégral).
- Werner, 2006 : Subspeciation befogged by the "Seligmann effect": the case of Laudakia stellio (Reptilia: Sauria: Agamidae) in southern Sinai, Egypt. Journal of Natural History, vol. 40, no 19/20, p. 1259-1284.